# Erdene
Erdene (mongolisch Эрдэнэ. Juwel, kostbar) ist ein mongolischer Personenname, entweder alleinstehend oder mit einem anderen Wort kombiniert. Bei weiblichen Personen sind Kombinationen wesentlich häufiger.

## Namensträger

### Eigenname
- Badmaanyambuugiin Bat-Erdene (* 1964), mongolischer Politiker
- Boldbaataryn Bold-Erdene (* 1983), mongolischer Mountainbike- und Straßenradrennfahrer
- Chaltaryn Bolor-Erdene (* 1975), mongolische Autorin und Journalistin
- Chürelbaataryn Chasch-Erdene (* 1983), mongolischer Skilangläufer
- Luwsannamsrain Ojuun-Erdene (* 1980), mongolischer Politiker
- Öldsiisaichany Erdene-Otschir (1936–2017), mongolischer Ringer
- Sengiin Erdene (1929–2000), mongolischer Schriftsteller
- Urantschimegiin Mönch-Erdene (* 1982), mongolischer Boxer im Halbweltergewicht

### Vatersname
- Erdene-Otschiryn Otschirsüren (* 1985), mongolische Skilangläuferin